# Вали (Небраска)
Вали (енгл. Valley) град је у америчкој савезној држави Небраска.

## Демографија
По попису из 2010. године број становника је 1.875, што је 87 (4,9%) становника више него 2000. године.
| Група             | 2000.         | 2010.         |
| Белци             | 1.714 (95,9%) | 1.736 (92,6%) |
| Афроамериканци    | 10 (0,6%)     | 25 (1,3%)     |
| Азијати           | 6 (0,3%)      | 10 (0,5%)     |
| Хиспаноамериканци | 32 (1,8%)     | 76 (4,1%)     |
| Укупно            | 1.788         | 1.875         |